# Gergithus flavimacula
Gergithus flavimacula är en insektsart som först beskrevs av Walker 1851.  Gergithus flavimacula ingår i släktet Gergithus och familjen sköldstritar. Inga underarter finns listade i Catalogue of Life.